# Coll de la Schlucht
El Coll de la Schlucht (1.139 m) és un port de muntanya que es troba a la serralada dels Vosges, entre les localitats de Le Valtin (Vosges) i Stosswihr (Alt Rin). El coll pren el seu nom del mot alsacià o alemany "Schlucht", que signigica "gorja". L'ascensió ha estat emprada diverses vegades com a punt de pas del Tour de França.

## Història
Entre 1871 i 1918 el coll era el punt fronterer entre la Lorena, França, i l'Alsàcia, que havia estat cedida a Alemanya en virtut del Tractat de Frankfurt.
Abans de la Primera Guerra Mundial es podia accedir al coll a través de dues línies de ferrocarril, des de Gérardmer (obert el 1904) i des de Munster (obert el 1907). Les dues línies van ser abandonades amb l'esclat de la guerra: la que surt de Munster mai més es va tornar a obrir, mentre la línia de Gérardmer continuà en servei fins al 1940.

## Detalls de l'ascensió
Per l'oest l'ascensió comença a Le Kertoff, 4 quilòmetres abans de Gérardmer. Des d'aquest punt l'ascensió té 17 quilòmetres, en què se superen 531 m de desnivell, a una mijtana del 3,1%, i rampes màximes del 6,7%. Aquesta ascensió va ser emprada al Tour de França de 2009.
L'ascensió per l'est comença a Munster, des d'on hi ha 18 quilòmetres fins al cim i en què se superen 759 m de desnivell a una mitjana del 4,2%, força constant durant tota l'ascensió.
Des de La Bresse (sud-oest), l'ascensió es fa per la carretera D34, amb 16,2 quilòmetres de pujada i 494 metres de desnivell a una mitjana del 3,0%. Aquesta ruta passa pel coll des Feignes (954 m), després del qual hi ha dos quilòmetres amb desnivells d'entre el 7 i 8%.
Des de Fraize (nord-oest) la ruta té 21 de pujada al 3,0% de desnivell mitjà, en què se superen 652 m d'altitud.
Al coll també s'hi pot accedir per la Route des Crêtes des del coll de Bonhomme (nord) o pel coll del Gran Ballon (sud).

## Tour de França
Aquesta ascensió va ser incorporada al Tour de França per primera vegada en la 20a etapa de l'edició de 1931, quan fou coronat per un grup de ciclistes, i en què André Leducq va ser el primer a Colmar.

### Aparició al Tour de França des de 1947
Des de la Segona Guerra Mundial el coll ha estat inclòs vuit vegades en el recorregut del Tour, les dues primeres vegades de tercera categoria i des del 1970 de segona.
| Any  | Etapa | Categoria | Inici      | Final     | Primer al cim            |
| ---- | ----- | --------- | ---------- | --------- | ------------------------ |
| 2014 | 9     | 2         | Gérardmer  | Mülhausen | Thomas Voeckler (FRA)    |
| 2009 | 13    | 2         | Vittel     | Colmar    | Rubén Pérez Moreno (ESP) |
| 2005 | 8     | 2         | Pforzheim  | Gérardmer | Andreas Klöden (DEU)     |
| 1992 | 11    | 2         | Estrasburg | Mülhausen | Fabio Roscioli (ITA)     |
| 1973 | 5     | 2         | Nancy      | Mülhausen | Charly Grosskost (FRA)   |
| 1970 | 9     | 2         | Saarlouis  | Mülhausen | Silvano Schiavon (ITA)   |
| 1969 | 5     | 3         | Nancy      | Mülhausen | Mariano Díaz (ESP)       |
| 1961 | 6     | 3         | Estrasburg | Belfort   | Jef Planckaert (BEL)     |